# 中京ペガスターカップ
中京ペガスターカップ（ちゅうきょうペガスターカップ）は、愛知県競馬組合が名古屋競馬場で施行する地方競馬の準重賞競走である。格付けはP。正式名称は「名古屋競馬株式会社賞 中京ペガスターカップ」で、中京競馬場の施設運営会社の社杯が付与されている。

## 概要
2017年に東海地区（愛知、笠松）デビュー3歳馬限定の重賞競走として創設された。創設時の距離は1600m、格付けはSPIであった。
2021年よりSPIIに格下げとなった。
2023年からは名古屋競馬場の移転に伴い、ダート1700mへ距離が変更される。
2024年に準重賞に格下げされた。なお、準重賞となるが、引き続き回次は付される。
2025年からは距離が2000mとなる。
創設時から2022年までは東海ダービートライアルであったが、2023年からは駿蹄賞トライアルとして施行されている。

### 条件・賞金（2025年）
出走条件
サラブレッド系3歳、東海所属（東海地区デビュー）
負担重量
別定。56kg、牝馬2kg減。
賞金額
1着250万円、2着87万5000円、3着50万円、4着37万5000円、5着25万円。
副賞
名古屋競馬株式会社賞
優先出走権付与
優勝馬に駿蹄賞の優先出走権が付与される。

## 歴代優勝馬
2022年までは旧・名古屋競馬場で施行。
| 回数  | 施行日        | 距離  | 優勝馬             | 性齢 | 所属 | タイム | 優勝騎手 | 管理調教師 | 馬主                   |
| ----- | ------------- | ----- | ------------------ | ---- | ---- | ------ | -------- | ---------- | ---------------------- |
| 第1回 | 2017年3月29日 | 1600m | グレイトデピュティ | 牡3  | 笠松 | 1:46.0 | 島崎和也 | 柴田高志   | 加藤鈴幸               |
| 第2回 | 2018年3月28日 | 1600m | サムライドライブ   | 牝3  | 愛知 | 1:44.7 | 丸野勝虎 | 角田輝也   | （株）グリーンファーム |
| 第3回 | 2019年3月13日 | 1600m | トリマゴラッキ     | 牝3  | 愛知 | 1:46.8 | 村上弘樹 | 竹下直人   | 森哲                   |
| 第4回 | 2020年3月10日 | 1600m | エムエスオープン   | 牝3  | 愛知 | 1:43.1 | 村上弘樹 | 竹下直人   | 森哲                   |
| 第5回 | 2021年3月9日  | 1600m | ブンブンマル       | 牡3  | 愛知 | 1:43.6 | 戸部尚実 | 川西毅     | 尾崎智大               |
| 第6回 | 2022年3月8日  | 1600m | プライムデューク   | 牡3  | 愛知 | 1:46.3 | 大畑雅章 | 錦見勇夫   | 中谷與作               |
| 第7回 | 2023年3月14日 | 1700m | スタンレー         | 牡3  | 笠松 | 1:51.2 | 藤原幹生 | 後藤正義   | 島川隆哉               |
| 第8回 | 2024年2月27日 | 1700m | ミトノウォリアー   | 牡3  | 愛知 | 1:52.6 | 岡部誠   | 角田輝也   | 竹内三年               |
| 第9回 | 2025年3月26日 | 2000m | スイッチブレード   | 牡3  | 愛知 | 2:14.5 | 大畑雅章 | 川西毅     | (株)Heroレーシング     |

### 競走結果の出典
- 中京ペガスターカップ　歴代優勝馬 - 地方競馬全国協会
- JBISサーチ
  - 2017年、2018年、2019年、2020年、2021年、2022年、2023年、2024年、2025年